# Ян Брейгель Молодший
Ян Брейгель Молодший (Jan Brueghel de Jonge; 13 вересня 1601 — 1 вересня 1678) — фламандський художник, представник бароко.

## Життєпис
Походив з мистецької родини Брейгелів. Син відомого фламандського художника Яна Брейгеля Старшого та Ізабели Юд. Народився у 1601 році в Антверпені (тоді іспанські Нідерланди). Через два роки після його народження померла мати і батько одружився з Катаріною ван Марієнбург.
Як первісток, Ян продовжив батьківську справу і став художником. У віці 10 років він поступив в учні до батька. Ян здійснював подорож по Італії у 1625 році, коли отримав звістку про смерть свого батька від холери. Він перервав свою подорож і негайно повернувся додому, де очолив антверпенську майстерню. Незабаром він досяг значущого становища, у 1630 році став деканом Гільдії Святого Луки.
Того ж року отримав велике замовлення від французького королівського двору. Водночас став отримувати замовлення від володарів Австрії. Тривалий час мешкав у Парижі, повернувсь до Антверпену в 1657 році. З цього моменту постійно перебував у цьому місті. Помер 1678 року.

## Творчість
Протягом свого творчого шляху Ян Брейгель Молодший створював полотна в стилі, схожому на батьків. Часто він копіював роботи свого батька і продавав їх під його підписом.
Разом зі своїм братом Амброзієм писав пейзажі, натюрморти («Кошик із квітами», «Квітковий натюрморт»), алегоричні композиції («Алегорія смаку», «Алегорія світу», «Алегорія повітня та вогню», «Алегорія війни»), сценки з життя («Річковий пейзаж з птахами», «Портовий пейзаж з руїнами», «Алегорія тюльпаноманії»), роботи на міфологічні й біблейні мотиви («Адам за працею у полі», «Марія Магдалина, що молиться», «Мадонна з немовлям й Святим духом», «Сплячі німфи та сатири. Церера»), насичені дрібними деталями. Найвідоміший твір — «Адамів цикл» (1630-ті роки).
Твори Яна Молодшого відрізняються від робіт Яна Старшого дещо нижчою якістю та менш досконалою освітленістю.

## Родина
Його справу продовжили сини Ян Пітер, Абрахам, Ян Батист, Пилип.